# Poculinia nothofagi
Poculinia nothofagi är en svampart som först beskrevs av Rodway, och fick sitt nu gällande namn av Spooner 1987. Poculinia nothofagi ingår i släktet Poculinia och familjen Sclerotiniaceae.   Inga underarter finns listade i Catalogue of Life.